# Yolanda Martín
Yolanda Martín Franco (San Sebastián, 12 de mayo de 1975) es una deportista española que compitió en bochas adaptadas. Ganó tres medallas de plata en los Juegos Paralímpicos de Verano entre los años 1996 y 2008.

## Palmarés internacional
| Juegos Paralímpicos | Juegos Paralímpicos      | Juegos Paralímpicos | Juegos Paralímpicos     |
| Año                 | Lugar                    | Medalla             | Prueba                  |
| ------------------- | ------------------------ | ------------------- | ----------------------- |
| 1996                | Atlanta (Estados Unidos) | Medalla de plata    | Individual C1 wad mixto |
| 2000                | Sídney (Australia)       | Medalla de plata    | Dobles BC3 mixto        |
| 2008                | Pekín (China)            | Medalla de plata    | Dobles BC3 mixto        |